# راندي كاباليرو
راندي كاباليرو (بالإنجليزية: Randy Caballero)‏ مواليد 27 سبتمبر 1990 في كواتشيلا، هو ملاكم محترف أمريكي يصنف ضمن فئة وزن الديك بدأ مسيرته الاحترافية سنة 2010 حيث انتصر في نزاله الأول.

## إحصائيات
خاض خلال مسيرته 23 نزالا، فاز في 23 ولم يتعادل ولم يخسر. فاز بالضربة القاضية في 14 نزالا.

## روابط خارجية
- راندي كاباليرو على موقع بوكس ريك (الإنجليزية) (registration required)
- راندي كاباليرو على موقع Tapology.com (الإنجليزية)